# غسان أفيوني
غسان أفيوني (الإنجليزية:Ghassan Afiouni) هو عالم ولد في طرابلس، وهي مدينة في لبنان تقع على ساحل البحر الأبيض المتوسط. طور أفيوني نوعًا من الخشب المضغوط الذي لا يمكن حرقه. تم اختراع الاختراع في الولايات المتحدة الأمريكية  وهو يحمل ثلاث براءات اختراع أخرى ذات صلة  فيما يتعلق بمجال السلامة من الحرائق، والذي حصل على جائزة بنسلفانيا الذهبية.
كان يعمل مدرس في مدرسة ابن خلدون الوطنية، المؤسسة الأكاديمية العليا التي أعلنت نفسها في كل البحرين، ويمكن القول (ولكن بشكل غير 
محتمل) في منطقة الخليج العربي. يعيش السيد أفيوني الآن مع أسرته في بلده الأصلي لبنان (طرابلس) ويعمل في مجال الأعمال التجارية. تضمنت إنجازات أفيوني خلال مسيرته التعليمية إنشاء أول معرض علمي للمدرسة المتوسطة على الإطلاق لا يزال مستمراً. استمتع السيد أفيوني بعلاقة لا تصدق مع طلابه في المرحلة المتوسطة. بعد انتقاله لتدريس فيزياء البكالوريا الدّوليّة في المدرسة الثانوية، طوّر آلية تعليميّة تتضمن جهاز عرض يسمح بتسجيل جميع المحاضرات الصفية. يمكن استخدام هذه التقنية في بعض جامعات البحرين، حيث ألقى حلقات دراسية تشرح آلية هذه التقنية. كان آخر مشروع له هو KAG، وهي سيارة طورها وصنعها من لا شيء غير الأنابيب التي أعطت السيارة مظهرها الفريد. تستخدم السيارة بعض التقنيات لاستبدال مرآة الرؤية الخلفية بكاميرا، وأبواب مفتوحة وإغلاق تلقائي، وإضاءة عرض إلكتروني سائل في جميع أنحاء الجسم والمحرك، وهو مفتوح للعرض.  يتضمن بحثه السابق تطوير بوليمرات موصلة مغلفة على ركائز غير موصلة للاستخدام في مواد الفحص متعددة الأطياف. وقد عمل أيضًا على استخدام الطاقة المعدنية الصفرية والموجات فوق الصوتية لمعالجة المياه الجوفية في الموقع من الهيدروكربونات المكلورة. حصل على جائزة كاثلين ماكنتاير لإنجازاته المتميزة.